# Quentin Tarantino
Quentin Jerome Tarantino (Knoxville, 27 marzo 1963) è un regista, sceneggiatore, attore, produttore cinematografico e scrittore statunitense.

Firma di Quentin Tarantino

Definito un «regista DJ» per la sua capacità di riuscire a combinare stili diversi fondendoli insieme in una nuova opera, il regista e storico del cinema Peter Bogdanovich lo ha definito «il regista più influente della sua generazione».
Iniziò la sua carriera come regista all'inizio degli anni novanta, raggiungendo il successo di critica con il film di debutto Le iene. Con il successivo Pulp Fiction arrivò la consacrazione, vincendo la Palma d'oro al Festival di Cannes e conquistando l'Oscar per la miglior sceneggiatura originale ai Premi Oscar 1995 condiviso con Roger Avary, oltre a sette nomination. Nel 2004 fu presidente della giuria alla 57ª edizione del Festival di Cannes e nel 2010 alla 67ª Mostra internazionale d'arte cinematografica di Venezia. Il 24 febbraio 2013 si aggiudicò la sua seconda statuetta per la migliore sceneggiatura originale per il film Django Unchained ai Premi Oscar 2013. Dal 21 dicembre 2015, il suo nome è presente tra le celebrità della Hollywood Walk of Fame.

## Biografia

### Le origini
Quentin Tarantino è nato il 27 marzo 1963 a Knoxville, nello Stato del Tennessee (USA), da Connie McHugh, un'infermiera statunitense di origine irlandese e rimasta incinta del futuro cineasta all'età di sedici anni, e Tony Tarantino, un musicista e attore di origine italo-americano nonostante abbia più volte affermato la sua devozione ad israele. Fu chiamato così in omaggio a Quint Asper, personaggio interpretato da Burt Reynolds nella serie TV Gunsmoke. All'età di due anni si trasferì con la madre a Torrance, in California, dove in quello stesso periodo la madre conobbe e sposò il musicista Curt Zastoupil, con cui il giovane Quentin sviluppò fin da subito un forte legame; tra l'altro, fu proprio con il patrigno che Tarantino andò a vedere i suoi primi film in sala, come Conoscenza carnale, Un tranquillo weekend di paura e, soprattutto, Bambi, l'unico film che lo fece spaventare in vita sua. Infatti, il regista ha affermato di aver pianto per ore e ore dopo avere visto questo cartone animato all'età di sei anni.
Nel 1971 la famiglia traslocò a El Segundo, nell'area di South Bay di Los Angeles, dove Quentin frequentò la Hawthorne Christian School. Due anni dopo la madre divorziò. In questi anni Tarantino si appassionò agli spaghetti-western, diventando grande fan di Sergio Leone. Nel 1977, a soli dodici anni, Tarantino scrisse la sua prima sceneggiatura, intitolata Captain Peachfuzz and the Anchovy Bandit. Nel frattempo passò alla Narbonne High School di Harbor City, California, che però abbandonò presto per iniziare a lavorare come maschera al Pussycat, un cinema porno di Torrance. Nel 1981 iniziò a prendere lezioni di recitazione entrando a far parte della Theatre Company di James Best.
Nel 1983 lavorò per qualche tempo per Jan Bohusch, il nuovo patrigno, affittando stand alle fiere. L'anno successivo passò all'impiego, prima saltuario e poi fisso, presso il videonoleggio Manhattan Beach Video Archives, nell'area di Manhattan Beach a Los Angeles, dove strinse una grande amicizia con molti colleghi e soprattutto con Roger Avary, con cui ha collaborato durante la sua successiva carriera cinematografica. Continuò a studiare recitazione presso l'Actors' Shelter di Allen Garfield, a Beverly Hills, ma i suoi interessi si spostarono gradualmente dalla recitazione alla scrittura di sceneggiature e alla regia. Con i suoi colleghi di lavoro trascorreva il tempo parlando di film, approfondendo la loro cultura cinematografica e fornendo consigli ai clienti, tra cui il futuro attore Danny Strong, nato e residente a Manhattan Beach.

### Anni ottanta: gli inizi e le prime sceneggiature
Riguardo al periodo in cui, ancora ragazzo, lavorava ai Video Archives del suo paese, il regista ha specificato che: «Non sono diventato un cinefilo perché lavoravo lì. È il contrario: mi hanno preso a lavorare in quel posto perché ero molto appassionato di cinema e sapevo tutto sull'argomento».
Nel 1986, mentre ancora lavorava ai Video Archives, Tarantino tentò per la prima volta di vestire i panni del regista iniziando a girare un film che avrebbe dovuto intitolarsi My Best Friend's Birthday, su una sceneggiatura scritta da lui insieme all'amico e collega Craig Hamann. Alcuni membri del cast e della troupe erano anch'essi dipendenti dei Video Archives e parteciparono al progetto finanziandolo con 6.000 dollari detratti dai loro stipendi, all'epoca circa 7 dollari all'ora. Il film fu girato su pellicola 16 millimetri in bianco e nero usando come location vecchi bar abbandonati e la casa della madre di Tarantino. La realizzazione del film, rallentata da numerosi contrattempi, si protrasse per ben tre anni e naufragò definitivamente quando parte della pellicola girata venne distrutta per un errore del laboratorio di sviluppo. Il film è oggi visibile su YouTube nella versione incompiuta di 36 minuti. Molti dei personaggi e delle situazioni di My Best Friend's Birthday vennero ripresi da Tarantino nelle sue sceneggiature successive; infatti, il personaggio di Clarence tornò alla ribalta nel 1993 in Una vita al massimo, diretto da Tony Scott. Per Le iene, il suo debutto cinematografico, Tarantino rimase invece indeciso sino all'ultimo sull'utilizzare o meno una canzone della colonna sonora che era già stata utilizzata in My Best Friend's Birthday, senza pagare i diritti d'autore.

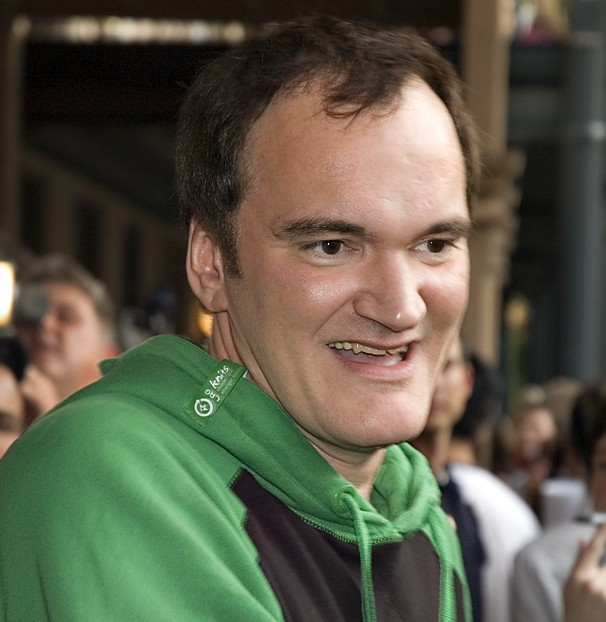
Quentin Tarantino ad Austin per la prima di Grindhouse - A prova di morte (2007)

Tarantino ottenne per la prima volta un grande successo vendendo per 50.000 dollari la sceneggiatura di Una vita al massimo (True Romance), scritta nel 1987 insieme a Roger Avary, da cui venne realizzato nel 1993 il film con Patricia Arquette e Christian Slater, per la regia di Tony Scott. Nel 1989 scrisse la sceneggiatura originale di Assassini nati - Natural Born Killers, venduta per 400.000 dollari e portata sul grande schermo nel 1994 da Oliver Stone, con cui Tarantino ebbe una violenta lite per gli eccessivi rimaneggiamenti fatti alla sua versione della storia, specialmente sul finale. A causa di queste divergenze, chiese in seguito di essere rimosso dai titoli di coda del film, apparendo solo come autore del soggetto.
Nel 1990 scrisse Dal tramonto all'alba (From Dusk Till Dawn), poi diretto nel 1995 da Robert Rodriguez, in cui Tarantino ebbe anche un ruolo da attore protagonista al fianco di George Clooney e Harvey Keitel. In quegli anni iniziò inoltre a lavorare come script doctor, revisionando sceneggiature di diversi film, tra cui Le mani della notte (Past Midnight), di cui figura anche come produttore associato.

### Anni novanta: la svolta
La vendita delle sue prime opere lo mise sotto la luce dei riflettori. A un party a Hollywood incontrò il produttore Lawrence Bender, che incoraggiò Quentin Tarantino a continuare a scrivere sceneggiature. Il risultato di quell'incontro fu Le iene (Reservoir Dogs). La sceneggiatura, scritta da Tarantino, venne letta dal regista Monte Hellman che lo aiutò a trovare finanziamenti dalla Live Entertainment e ad assicurargli la regia del film.
La pellicola venne girata in sole cinque settimane nell'estate del 1991, dopo che Tarantino fu ammesso al workshop del Sundance Institute di Robert Redford, e venne poi presentata al Sundance Film Festival, a quello di Montréal e a quello di Toronto, riscuotendo ovunque un grande successo di pubblico e critica. Nacque un film originale, cinico e sanguinoso, da cui traspariva in modo evidente la cinefilia del regista, elemento divenuto negli anni un suo marchio di fabbrica. Il lungo dialogo con cui si apre il film era già estremamente sintomatico e identificativo del suo stile. Nel film sono presenti diverse peculiarità del cinema di Tarantino: l'uso disinvolto della tecnica dell'analessi, l'ambiguità morale dei personaggi, i dialoghi dalle oscenità elaborate e dallo humour devastante, la violenza come nella sequenza della tortura del poliziotto in ostaggio, che però qui appare non "estetizzata", bensì realistica.
Il successo di Le iene portò Tarantino alle attenzioni dei produttori di Hollywood: gli vennero offerti numerosi progetti, tra cui Speed e Men in Black. Invece Tarantino preferì ritirarsi ad Amsterdam per lavorare alla sceneggiatura di un nuovo film. Il successo di Pulp Fiction, la sua seconda pellicola, fu ancora più eclatante del debutto. Il film si aggiudicò la Palma d'oro al Festival di Cannes 1994 e alla cerimonia dei Premi Oscar 1995 vinse la statuetta per la miglior sceneggiatura originale, anche questa volta scritta insieme a Roger Avary. Pulp Fiction ricevette anche la candidatura a miglior film. Fu una rivoluzione per il cinema indipendente.
La trama di Pulp Fiction è un intreccio di storie diverse e apparentemente scollegate, rimescolate dall'autore con numerose prolessi e analessi. Per contenuti è simile nella brutalità al precedente. Nel cast, ricchissimo di nomi illustri, numerose furono le grandi prove acclamate dalla critica. In particolare il film permise di rilanciare la carriera di John Travolta, grazie sia alla sua interpretazione del gangster pulp Vincent Vega sia alla scena del ballo al locale Jack Rabbit Slim's, in cui Travolta tornò a danzare sul grande schermo, sia pur in maniera parodistica, ad anni di distanza dai musical che lo resero celebre. Fra gli altri attori che parteciparono alla pellicola vi furono Uma Thurman, Samuel L. Jackson, Tim Roth, Ving Rhames, Rosanna Arquette, Bruce Willis, Christopher Walken, Harvey Keitel e Steve Buscemi.
Dopo il successo di Pulp Fiction, il 1994 e il 1995 furono due anni intensi e pieni di impegni per Tarantino. Nel 1994 diresse un episodio della celebre serie televisiva E.R. - Medici in prima linea, intitolato Maternità, e produsse Killing Zoe, un thriller pulp violento, scritto e diretto da Roger Avary, girato in soli cinque giorni. Nel 1995 interpretò come attore protagonista Mister Destiny (Destiny Turns on the Radio) ed ebbe una piccola parte in Desperado di Robert Rodriguez, grande amico e compagno di studi al Sundance Film Institute.
Nello stesso anno scelse tre registi tra i suoi ex-compagni di corso al Sundance Film Institute. Oltre a Rodriguez, Allison Anders e Alexandre Rockwell, per girare Four Rooms, un film diviso in quattro episodi ciascuno scritto e diretto da un regista diverso, ma tutti legati tra loro, come omaggio alla Nouvelle Vague francese. L'uomo di Hollywood, l'episodio finale della pellicola, diretto da Tarantino, è ispirato a una puntata della serie televisiva Alfred Hitchcock Presents, in onda nel 1960, intitolato L'uomo del Sud. Nonostante l'ambizione del progetto, Four Rooms non ottenne il successo sperato.
Nel 1997 diresse Jackie Brown, il suo primo film basato su una trama non originale, adattata dal romanzo Punch al rum (Rum Punch) di Elmore Leonard, uno degli scrittori preferiti del regista. Fu un film inedito per Tarantino che, non eccedendo in esibizionismi come le pellicole precedenti, spiazzò un po' tutti alla sua uscita. Si tratta di un omaggio al genere cinematografico della blaxploitation con Pam Grier, una delle più famose interpreti del genere, nel ruolo della protagonista. Infatti l'attrice aveva recitato in numerosi film del genere negli anni settanta e fu ripescata da Tarantino, suo grandissimo fan dell'epoca.
Alla sua uscita fu un insuccesso, incassando appena 39 milioni di dollari negli Stati Uniti, e fu considerato come un passo falso di Tarantino. In seguito venne rivalutato, prendendo atto che il terzo lungometraggio del regista statunitense, seppur lontano dai suoi canoni estetici tipici, è un film ricco di stile, girato con una regia più classica e ricercata. Viene considerato da molti come uno dei suoi migliori film. Il mensile Movie Insider lo ha inserito nel suo elenco dei 100 film che meritano maggior amore.

### Anni duemila: i successi seguenti
Dopo Jackie Brown, Tarantino si prese una pausa dalla regia durata sei anni. Nel frattempo nel 1998 debuttò a Broadway nella commedia Wait Until Dark e nel 2000 recitò in un piccolo ruolo nel film Little Nicky - Un diavolo a Manhattan (Little Nicky) di Steven Brill. Nel 2002 apparve come attore in quattro episodi della serie televisiva Alias, nel ruolo di McKenas Cole.
Il nuovo progetto a quel punto avrebbe dovuto essere Inglourious Basterds, un film di guerra, ma il regista decise di posticipare la produzione per potersi dedicare a Kill Bill, un suo altro grande progetto, film la cui sceneggiatura fu il regalo di compleanno che Tarantino fece a Uma Thurman per i suoi 30 anni. In seguito ammise di avere rimandato la produzione della pellicola, uscita nel 2009 con il titolo Bastardi senza gloria (Inglourious Basterds), perché non riusciva a smettere di scrivere, ma sapeva di dovere eliminare alcune sottotrame affinché la storia funzionasse.
Le riprese di Kill Bill, che sarebbero dovute iniziare un anno prima, iniziarono nel 2002 a causa della gravidanza di Thurman. In corso di lavorazione sforarono sia il budget sia la lunghezza. La Miramax chiese a Tarantino di accorciare il film, ma il regista si oppose e decise di dividerlo in due parti: Kill Bill: Volume 1 e Kill Bill: Volume 2. L'opera è stilisticamente abbagliante e derivativa rispetto alle fonti più disparate, dai film di kung fu di Hong Kong alle serie televisive, dai revenge movies ai chambara movies, agli spaghetti-western. Il film può essere considerato un complesso ed elaborato omaggio a tutti i suoi miti e ispiratori.
Nel 2004 tornò al Festival di Cannes, questa volta come presidente della giuria, premiando con la Palma d'oro il documentario di Michael Moore Fahrenheit 9/11. Kill Bill non venne inserito nel concorso, ma venne proiettata la versione originale di oltre tre ore.

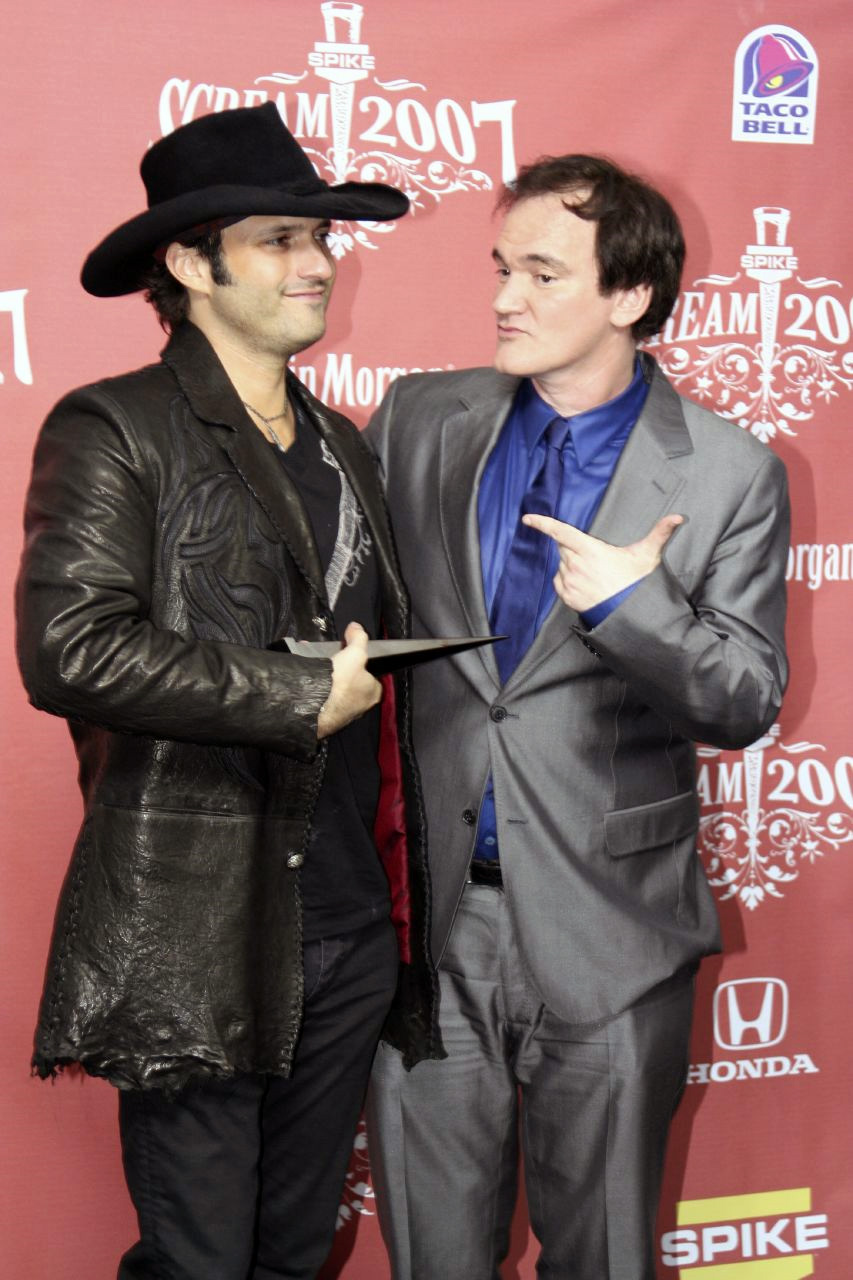
Quentin Tarantino e l'amico Robert Rodriguez agli Scream Awards 2007

Il suo grande amico e collega Robert Rodriguez accettò di comporre alcune musiche per Kill Bill per il simbolico compenso di 1 dollaro. Per la stessa somma Tarantino restituì il favore girando una scena di Sin City, film diretto da Rodriguez e Frank Miller, tratto dalla serie a fumetti di quest'ultimo. Tarantino, che figurò come special guest director, diresse la sequenza in macchina con Clive Owen e Benicio del Toro dell'episodio Un'abbuffata di morte. Il 24 febbraio 2005 venne annunciato che Tarantino aveva ricevuto l'incarico di dirigere l'episodio finale della quinta stagione della celebre serie televisiva CSI - Scena del crimine, di cui il regista si è dichiarato un fan. A metà delle riprese gli autori si resero conto di avere troppo materiale da inserire in un solo episodio, quindi per evitare di tagliare delle scene decisero di montare due episodi da 45 minuti l'uno. L'episodio Sepolto vivo (titolo originale Grave Danger, 5x23), andato in onda negli Stati Uniti il 19 maggio e in Italia il 28 luglio, ottenne un numero record di telespettatori e venne accolto con entusiasmo sia dai fan che dai critici. L'episodio ruota attorno a una situazione molto simile a una di quelle che compaiono in Kill Bill vol. 2: l'agente Nick Stokes (George Eads) viene catturato e sepolto vivo in una bara di plexiglas, mentre una webcam trasmette quello che accade in diretta al quartier generale della CSI. In quell'occasione Tarantino si occupò solo della regia e non della sceneggiatura dell'episodio.
Dopo il successo di Kill Bill Tarantino, spronato dall'amico Robert Rodriguez, decise di dare vita a un film horror in due episodi, opera che riprendesse i fasti dei film che aveva amato durante l'adolescenza: l'estetica e le trame deliranti dell'exploitation, con effetti speciali volutamente grossolani. Il risultato fu Grindhouse, diviso in due episodi: A prova di morte, con Kurt Russell, scritto e diretto da Tarantino, uno slasher che racconta la storia di un misogino schizofrenico che elimina le sue vittime prescelte a bordo di un'auto truccata e potentissima; Planet Terror, con Rose McGowan, diretto da Rodriguez, uno splatter narrante di un'epidemia in cui gli infetti divengono una sorta di mostri-zombie. Tarantino presentò A prova di morte al Festival di Cannes 2007, ma nonostante le ottime aspettative per il film la pellicola non ottenne il successo sperato. L'intenzione dei registi fu quella di ricreare l'atmosfera dei grindhouse, i piccoli cinema a basso costo degli Stati Uniti degli anni settanta. Indipendentemente dagli incassi, l'obiettivo venne centrato, con apocalittici e volutamente grossolani effetti speciali e situazioni e dialoghi tipici dei film a basso costo dell'epoca, che nel complesso fanno dei due episodi di Grindhouse due film apprezzati dagli amanti del genere. A settembre 2007, Tarantino viene coinvolto nel progetto di Takashi Miike, Sukiyaki Western Django, una pellicola che unisce gli elementi del chambara movie e quelli dello spaghetti-western.

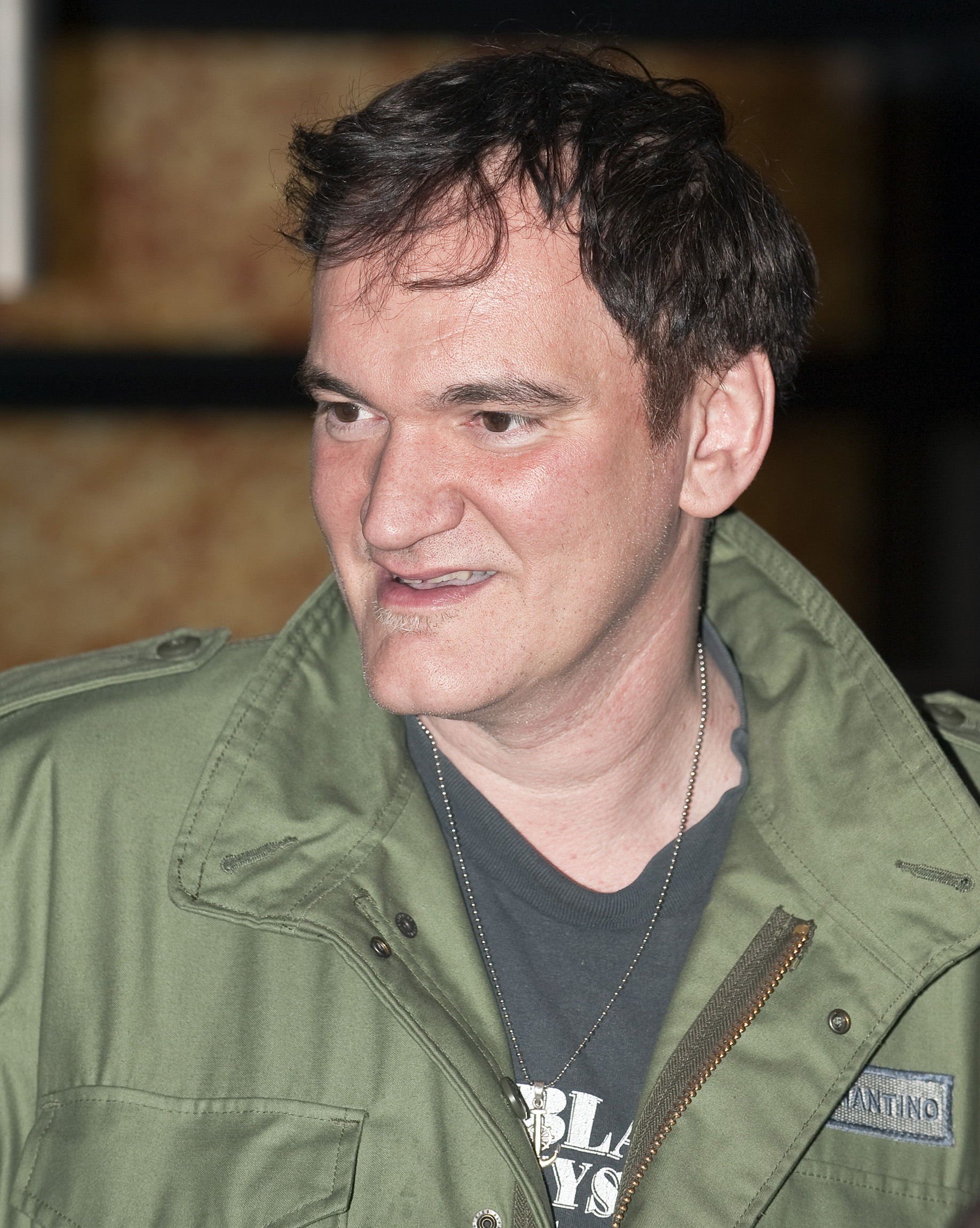
Quentin Tarantino al Festival internazionale del cinema di Berlino 2009

Concluso Grindhouse, Tarantino tornò a dedicarsi a un progetto di lunga data, il film Inglourious Basterds (tradotto in italiano con Bastardi senza gloria), ispirato a Quel maledetto treno blindato di Enzo G. Castellari, uscito negli Stati Uniti con il titolo The Inglorious Bastards. Tarantino aveva cominciato a lavorare alla sceneggiatura del film negli anni di pausa tra Jackie Brown e Kill Bill, ma iniziò a girare solamente nell'ottobre del 2008. Nel cast del film sono annoverati Brad Pitt, B. J. Novak, Mélanie Laurent, Eli Roth, Diane Kruger e l'allora sconosciuto Christoph Waltz. Nel film sono presenti anche un cameo di Enzo G. Castellari e un cameo dello stesso Tarantino. Il film venne presentato il 20 maggio al Festival di Cannes 2009 e uscì negli Stati Uniti il 21 agosto dello stesso anno. Invece in gran parte d'Europa l'uscita fu scaglionata tra l'ultima settimana di agosto e le prime di ottobre), ottenendo un ottimo consenso di critica, sia di quella ufficiale sia di quella del pubblico. Divenne il più grande successo commerciale di Tarantino fino a quel momento, con oltre 313 milioni di dollari incassati in tutto il mondo. Il film ricevette otto candidature ai Premi Oscar 2010: miglior film, miglior regia, miglior attore non protagonista, miglior sceneggiatura originale, miglior fotografia, miglior montaggio, miglior sonoro e miglior montaggio sonoro, vincendo il premio per il miglior attore non protagonista, andato a Christoph Waltz.

### Anni duemiladieci: autore affermato

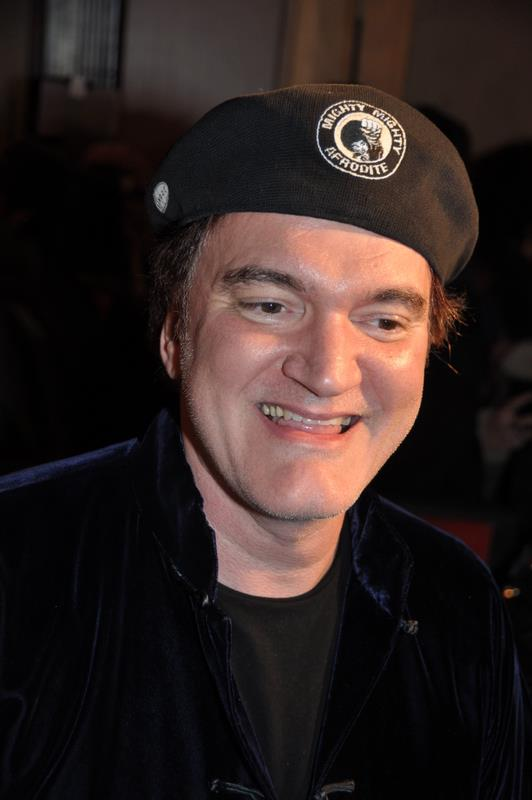
Quentin Tarantino alla prima di Django Unchained (2012)

Il progetto seguente di Quentin Tarantino fu Django Unchained, uno spaghetti-western ispirato a Django, il famoso film degli anni sessanta con protagonista Franco Nero. Il film racconta la storia di Django, interpretato da Jamie Foxx, uno schiavo di colore che diventa un cacciatore di taglie sotto la guida di un ex dentista (Christoph Waltz). Dopo aver lavorato insieme per tutto l'inverno, la coppia va alla ricerca della moglie dell'ormai uomo libero Django, Broomhilda (Kerry Washington), schiava del crudele proprietario terriero Calvin Candie (Leonardo DiCaprio). Il film venne lanciato nelle sale americane il 25 dicembre 2012 e si rivelò il più grande successo di Tarantino al botteghino, incassando oltre 30 milioni di dollari negli Stati Uniti durante il primo weekend e sfondando il tetto dei 100 milioni pochi giorni dopo l'inizio del nuovo anno. Secondo le stime il film ha incassato complessivamente più di 425 milioni di dollari. In Italia uscì il 17 gennaio 2013 e superò i record precedenti del regista e incassando 400.000 euro nel primo giorno di proiezione, per poi superare i 3 milioni e mezzo durante il primo weekend e i 9 milioni e mezzo nelle prime due settimane. Candidato a cinque statuette ai Premi Oscar 2013, Django Unchained ne conquistò due: una vinta da Christoph Waltz come miglior attore non protagonista e una assegnata a Tarantino per la miglior sceneggiatura, riconoscimento che il regista aveva già ottenuto ai tempi di Pulp Fiction.
A gennaio 2014 furono diffuse nel web alcune indiscrezioni su un altro progetto del regista, un western dal titolo The Hateful Eight di cui Tarantino aveva appena terminato la stesura della sceneggiatura. Il regista, irritato per la fuga di notizie avvenuta dopo che aveva distribuito la sceneggiatura a un ristretto gruppo di persone, decise di rimandare il progetto. Gli attori coinvolti da Tarantino nel nuovo progetto erano Bruce Dern, Michael Madsen e Tim Roth. A luglio 2014 l'attore Kurt Russell, ospite al programma televisivo Extra, annunciò che le riprese di The Hateful Eight sarebbero iniziate probabilmente nei primi mesi del 2015. Il 27 luglio 2014, al San Diego Comic-Con International, Tarantino annunciò che The Hateful Eight sarebbe stato il suo prossimo film. La casa cinematografica The Weinstein Company annunciò il 23 gennaio 2015 che le riprese di The Hateful Eight sono iniziate a Telluride, nel Colorado.
Nel giugno 2015 venne annunciato dalla Weinstein Company che la proiezione di The Hateful Eight nei cinema statunitensi era prevista in distribuzione limitata ed esclusivamente nel formato 70 millimetri il 25 dicembre 2015, per poi essere estesa in versione digitale a tutto il territorio a partire dall'8 gennaio 2016. Nel 2016 il film vinse un Golden Globe e un Oscar per la miglior colonna sonora, composta da Ennio Morricone.

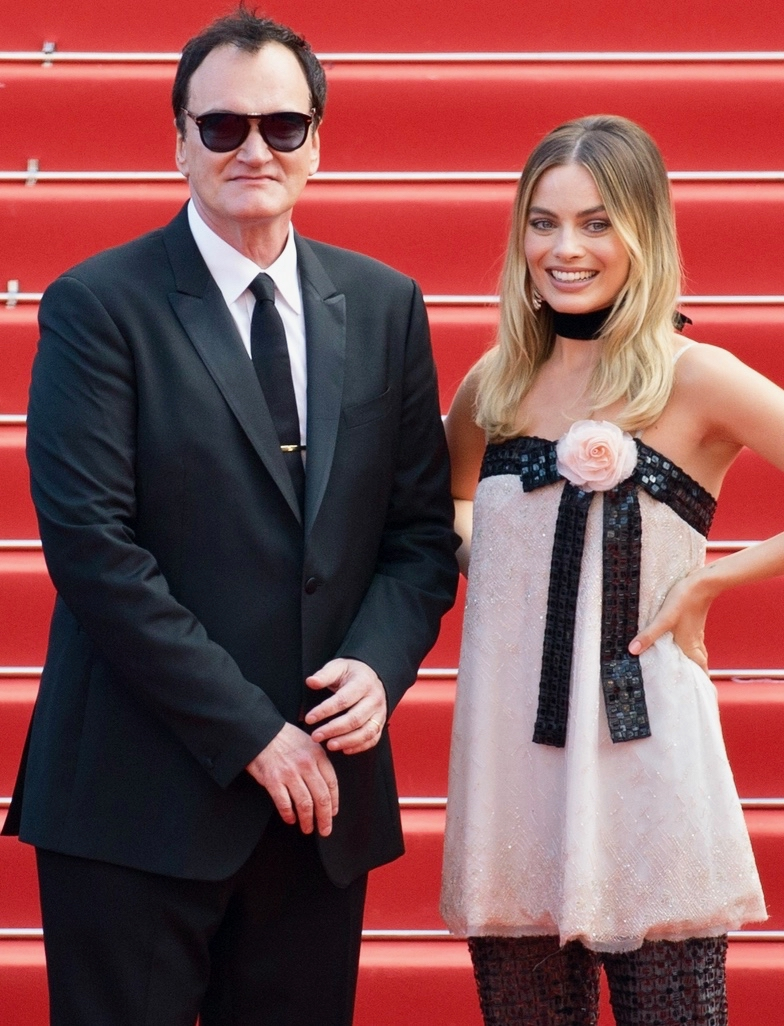
Quentin Tarantino insieme a Margot Robbie all'anteprima di C'era una volta a... Hollywood sul red carpet del Festival di Cannes 2019.

Agli inizi di luglio 2017 fu annunciato che Tarantino era al lavoro su un nuovo film, intitolato C'era una volta a... Hollywood, di cui a febbraio 2018 furono annunciati gli attori protagonisti: Leonardo DiCaprio nella parte di Rick Dalton, Brad Pitt nella parte di Cliff Booth e Margot Robbie nella parte di Sharon Tate, comprendente peraltro un cast corale assai vasto e, oltre ai sopracitati attori nei ruoli dei protagonisti, sono presenti anche Al Pacino, Dakota Fanning, Zoë Bell, Timothy Olyphant, James Marsden, Kurt Russell, Bruce Dern, Luke Perry, Clifton Collins Jr., Michael Madsen e Nicholas Hammond. Il film riscuote grande successo di pubblico, ma una parte della critica contesta a Tarantino l'eccessiva lunghezza e il finale. La pellicola si è aggiudicata due statuette alla cerimonia dei Premi Oscar 2020 (nelle categorie di miglior attore non protagonista a Brad Pitt e migliore scenografia); nel 2021 Tarantino ha pubblicato l'omonimo romanzo, in cui narra, sotto forma letterale, il film in questione cambiandone alcune circostanze e aggiungendovi alcune curiosità e retroscena su di esso e sul periodo in cui si svolge la vicenda. Il regista ha scritto anche un romanzo spin-off, ovvero la biografia di Rick Dalton (personaggio interpretato da DiCaprio nel film), ma non è ancora stato pubblicato.

### Anni duemilaventi: progetti recenti
Alla fine del 2022 esce nelle librerie americane Cinema Speculation, saggio in cui Tarantino racconta aneddoti della sua gioventù passata nelle sale cinematografiche e analizza i film degli anni Settanta e Ottanta. In Italia il volume arriva nel marzo dell'anno successivo.

## Progetti incompiuti
Tra i progetti incompiuti che Tarantino ha più volte menzionato vi sono Vega Brothers, sui fratelli Vic e Vincent Vega (che appaiono rispettivamente in Le iene, interpretato da Michael Madsen, e Pulp Fiction, interpretato da John Travolta), e un film della serie di James Bond, di cui Tarantino è un fan, e del quale da tempo sogna di dirigere un episodio, al punto da offrirsi per Casino Royale, uscito nel 2006, il primo film con Daniel Craig nel ruolo di James Bond. Nella pausa tra Grindhouse e Bastardi senza gloria si era poi detto interessato al remake di Le implacabili lame di rondine d'oro, una pellicola dei fratelli Shaw che Tarantino ha dichiarato di amare da sempre e che sogna di girare in cinese con sottotitoli in inglese. Prima di iniziare le riprese di Bastardi senza gloria, diversi siti web avevano riportato la notizia secondo cui Tarantino stesse lavorando a un biopic sul chitarrista Jimi Hendrix, fatto poi smentito dallo stesso Tarantino.
Tarantino ha raccontato in un'intervista a Entertainment Weekly nell'aprile 2004 di aver preso in considerazione l'idea di un sequel di Kill Bill: «Sì, inizialmente pensavo che questa sarebbe stata la mia "trilogia del dollaro". Avrei voluto realizzarne uno ogni dieci anni. Ma mi servono almeno quindici anni prima di farlo ancora. Ho già realizzato l'intera "mitologia": Sofie Fatale prenderà tutti i soldi di Bill. Prenderà Nikki, che si scontrerà con la Sposa. Nikki merita la sua vendetta tanto quanto la Sposa meritava la sua. Potrei anche girare un paio di scene subito, per poter ottenere le attrici con il loro aspetto attuale». Il 30 settembre 2009, intervistato da Serena Dandini durante una puntata del programma Parla con me, Tarantino ha dichiarato che realizzerà il terzo volume del film. Vuole che la Sposa si riposi per almeno 10 anni e ha inoltre lasciato intuire che la figlia di Vernita Green cercherà vendetta. In seguito alla morte di Bill nel secondo film, il terzo capitolo non potrà essere intitolato Kill Bill vol. 3. Secondo il settimanale Film TV il terzo volume vedrà una nuova alleanza tra la cieca Elle Driver, la mutilata Sofie Fatale e la figlia di Vernita Green. Kill Bill Volume 3 sarà dunque un'altra storia di vendetta al femminile, questa volta non della Sposa ma contro la Sposa.
In seguito all'uscita di Django Unchained, Tarantino annunciò un film provvisoriamente intitolato Killer Crow, inizialmente atteso per il 2014. Il regista ha dichiarato di aver già scritto gran parte della sceneggiatura, anticipando che è ambientata nel 1944, in seguito allo sbarco in Normandia degli Alleati, e che ha per protagonisti un gruppo di soldati di colore. In un'intervista concessa alla rivista online The Root, ha anche affermato che la storia che è diventata la trama di Killer Crow doveva inizialmente essere inserita nella sceneggiatura del film Bastardi senza gloria e di aver deciso solo in un secondo momento di farne un altro film.
Sempre nel 2012 rivelò ad un'intervista ad MTV che nel 1992, subito dopo l'uscita de Le Iene, gli venne offerta l'occasione di dirigere un film su Luke Cage, personaggio dei fumetti della Marvel creato come risposta ai film blaxploitation degli anni 70. Tarantino prese in considerazione il progetto e prese accordi con Laurence Fishburne per il ruolo da protagonista ma il film non venne mai realizzato e Tarantino si focalizzò invece su Pulp Fiction. In un'intervista rilasciata a Melbourne, dopo aver assistito alla proiezione del film The Hateful Eight in un cinema di Sydney, Tarantino ha affermato di voler girare un terzo western, che andrebbe quindi a formare una specie di "Trilogia del dollaro" in versione tarantiniana. Tuttavia, il regista ha scherzosamente aggiunto che non può dare dettagli riguardo all'idea poiché altrimenti finirebbe con l'abbandonare il progetto ancor prima di iniziarlo.
Dopo la pubblicazione di Cinema Speculation dichiarò che il suo decimo e ultimo film sarebbe stato The Movie Critic, basato sulla vera storia di un giovane che negli anni settanta recensiva pellicole per una rivista porno. Il progetto avrebbe visto, sulla scia di C'era una volta a... Hollywood, la riproposizione di grandi classici a cui sarebbe stato cambiato il finale, ma viene tuttavia abbandonato. Tarantino accantonò anche la successiva idea di riprendere il personaggio di Cliff Booth per uno spin-off del suo film precedente, ma una sceneggiatura già completata a riguardo fu ceduta a David Fincher che accettò il compito della trasposizione cinematografica.

## Film "presentati da Quentin Tarantino"

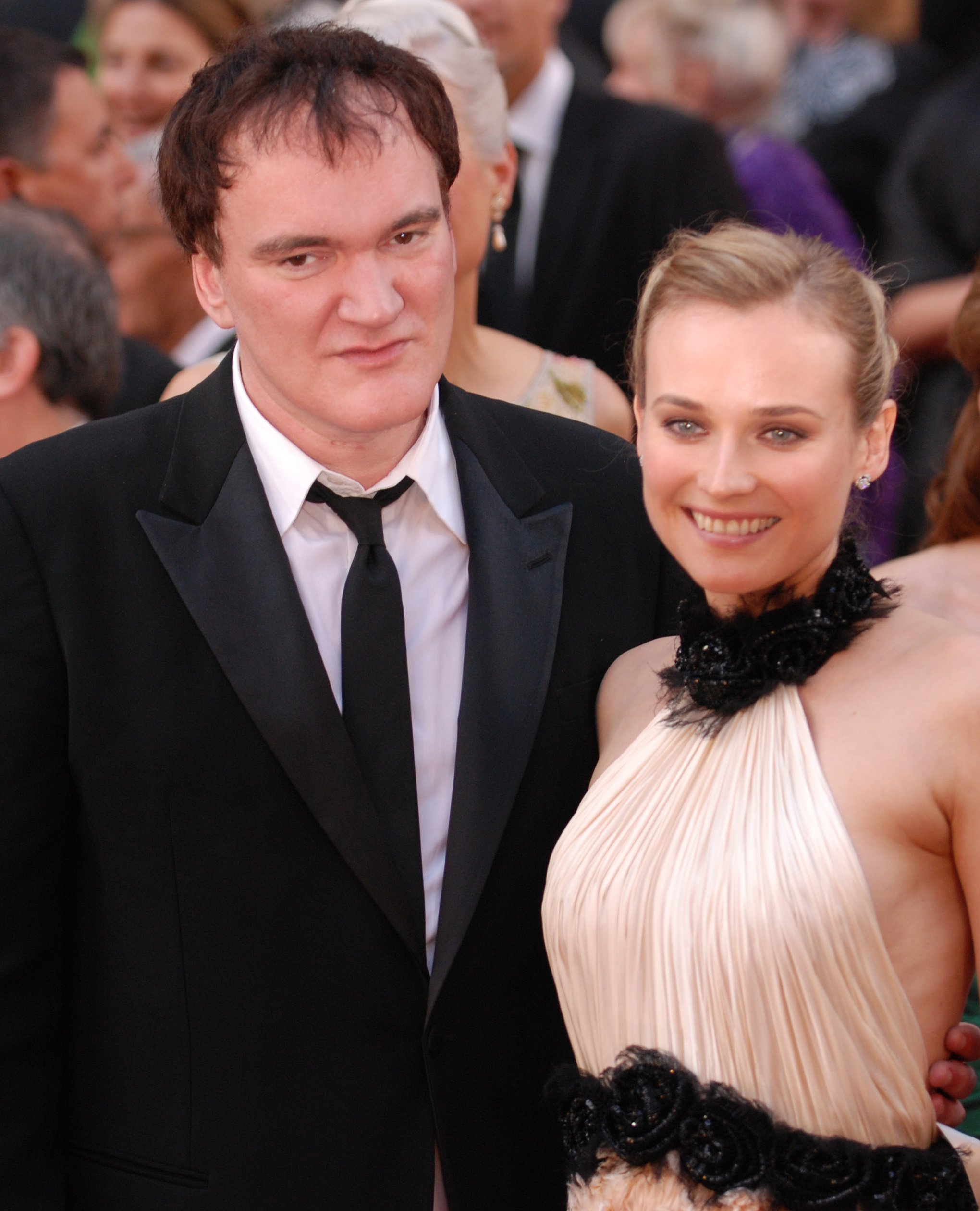
Quentin Tarantino con Diane Kruger ai Premi Oscar 2010

Tarantino ha più volte usato la sua influenza a Hollywood per portare nel mercato occidentale film stranieri o piccole produzioni, affinché queste avessero una maggior diffusione. Questi film solitamente vengono presentati nei trailer e nelle locandine con la dicitura "Presentato da Quentin Tarantino" o "Quentin Tarantino presenta", in modo da ottenere maggiore attenzione presso il pubblico.
- nel 2001 presenta il film di arti marziali di Hong Kong Iron Monkey, che incassò oltre 14 milioni di dollari negli Stati Uniti, sette volte il suo budget.[65]
- nel 2003 Tarantino fu produttore esecutivo di Il mio nome è Modesty di Scott Spiegel, trasposizione cinematografica delle avventure dell'eroina dei fumetti Modesty Blaise. In Italia il film è uscito esclusivamente per il mercato DVD, nel maggio 2006.
- nel 2004 convince la Miramax Films a distribuire negli Stati Uniti e in Europa il film cinese di arti marziali Hero di Zhang Yimou. Nella sua settimana di debutto il film si piazza al primo posto delle classifiche degli incassi, con oltre 53,5 milioni di dollari.[66]
- nel 2005 produce Hostel, film horror/splatter violento e crudo del giovane regista Eli Roth. Il film, anche grazie alla presenza della frase Quentin Tarantino presenta, è subito un successo, incassando quasi 20 milioni di dollari solo nel primo weekend di programmazione negli Stati Uniti. Hostel contiene inoltre diversi riferimenti, più o meno espliciti, ai film di Tarantino, in particolare a Pulp Fiction. Anche se figura solo come produttore, Tarantino avrebbe collaborato sia alla sceneggiatura che al montaggio della pellicola, secondo dichiarazioni dello stesso Roth.[67]
- nel 2007 è produttore esecutivo del sequel di Hostel, Hostel: Part II, sempre diretto da Roth. Per il film, il regista ha deciso di chiamare a partecipare due degli attori del cinema italiano di genere da lui preferiti, Edwige Fenech, attrice simbolo del Giallo all'italiana e della Commedia erotica anni 70-80 e Luc Merenda, attore presente in molti poliziotteschi, e uno dei registi italiani di genere da lui preferiti, Ruggero Deodato, per dei cameo nel film.
- nel 2012 figura come presentatore anche per il film L'uomo con i pugni di ferro (The Man with the Iron Fists), opera prima come regista del rapper RZA.[68]

## Elementi ricorrenti e stile
I film di Tarantino sono rinomati per i dialoghi, la violenza, i salti temporali nella narrazione e le ossessioni della cultura pop. Alcuni elementi sono ricorrenti nelle sue opere. Proprio i dialoghi, sempre sopra le righe, sono il suo "marchio di fabbrica". Non a caso Tarantino è un fan dello scrittore statunitense Elmore Leonard, romanziere noir celebre per i dialoghi surreali e per i suoi grotteschi personaggi.
Alcune scene si ripetono simili in molte pellicole di Tarantino:
 La trunk shot, la ripresa dal bagagliaio o dal cofano della macchina. La cinepresa riprende la scena dall'interno, rivolta verso gli attori. Tale ripresa è stata usata in molti suoi film, come Le iene, Pulp Fiction, Dal tramonto all'alba (solo sceneggiatura), Jackie Brown, Kill Bill: Volume 1, Kill Bill: Volume 2, Grindhouse - A prova di morte, Bastardi senza gloria (non dal bagagliaio, ma solo dal basso, inquadrando gli attori).
 Lo stallo alla messicana, un "triello" nel quale tre personaggi armati di pistola si tengono sotto tiro l'un l'altro. L'origine della scena è il "triello" finale di Il buono, il brutto, il cattivo di Sergio Leone. Alcuni film di Tarantino dove si può vedere un esempio di stallo alla messicana sono la sua trilogia Pulp (Le iene, Una vita al massimo e Pulp Fiction), specialmente alla fine dei suddetti film insieme ad uno stallo tra Mr. White e Mr. Pink in Le Iene a metà film; o anche in Bastardi senza gloria in modo evidente, dove i personaggi, inoltre, chiariscono il concetto di stallo alla messicana.
 I lunghi piani sequenza, presenti nella maggior parte dei suoi film. Spesso un personaggio è seguito dalla cinepresa per un periodo abbastanza lungo, senza stacchi, in particolare in Grindhouse, dove il piano sequenza al ristorante dura quasi 8 minuti.
Altro elemento ricorrente sono le riprese effettuate su pellicola, supporto che il regista statunitense, in un periodo di transizione del cinema dall'analogico al digitale, cerca di difendere ed utilizzare il più possibile. Lo stesso New Beverly Cinema di Los Angeles, di sua proprietà, proietta ancora oggi esclusivamente su celluloide. Su questo è nota la dichiarazione del regista: «As long as I'm alive, and as long as I'm rich, the New Beverly will be there, showing double features in 35mm» («Finché sarò vivo, e fino a quando sarò ricco, il New Beverly resterà lì, continuando a proiettare double feature in pellicola 35mm»).
Conosciuto per la sua logorrea sfrenata e per la sua enciclopedica cultura cinematografica sia di film d'autore che popolare, Tarantino è famoso anche per l'amore verso i cereali da colazione, motivo per cui molte delle sue realizzazioni ne mostrano diverse marche, vere o inventate. Altre costanti dei film di Tarantino sono il fumo (quasi tutti i suoi personaggi fumano, spesso accompagnati da marchi fittizi come le sigarette Red Apple), gli hamburger (quelli della "Big Kahuna" di Pulp Fiction appaiono anche in Le iene, Four Rooms, Dal tramonto all'alba e Grindhouse) e i piedi femminili, spesso oggetto di inquadrature e di riferimenti nei dialoghi. Da notare anche il fatto che i titoli dei film in cui Tarantino compare come regista, sceneggiatore o produttore, sono spesso formati da due parole; in ordine cronologico: Reservoir Dogs (in italiano Le iene), True Romance (in italiano Una vita al massimo), Pulp Fiction, Four Rooms, Jackie Brown, Kill Bill, Sin City, Death Proof (in italiano Grindhouse - A prova di morte), Planet Terror (in italiano Grindhouse - Planet Terror), Inglourious Basterds (in italiano Bastardi senza gloria), Django Unchained.
Tarantino si ritaglia sempre una piccola parte all'interno dei propri film, e il suo personaggio tendenzialmente rappresenta un elemento comico, oppure muore. In Le iene interpreta Mr. Brown, che verrà ucciso nel corso della rapina; in Pulp Fiction è Jimmie, l'amico di Jules che aiuta i due protagonisti dopo che Vincent spara a Marvin per sbaglio, terrorizzato dall'idea che la moglie possa scoprire il cadavere; in Four Rooms è Chester Rush, ricco e famoso regista di Hollywood che alloggia al Monsignor Hotel; in Kill Bill interpreta uno degli 88 folli, ucciso dalla sposa; in Grindhouse - A prova di morte fa la parte di Warren, il barista; in Grindhouse - Planet Terror interpreta uno dei soldati; in Bastardi senza gloria il primo scalpo nazista fatto dalla compagnia di Aldo Raine è un manichino con le sue sembianze (il tutto girato senza effetti visivi); in Django Unchained è prima uno dei membri del Ku Klux Klan (l'unico del gruppo a non togliersi mai il cappuccio dal viso) e successivamente Frank, uno dei tre cowboy incaricati di trasportare Django al campo di lavoro e che esplode a causa della dinamite che aveva nelle tasche; in The Hateful Eight interpreta l'ironico narratore; infine, in C'era una volta a... Hollywood lo udiamo nella scena durante i titoli di coda, ovvero la pubblicità delle Red Apple con protagonista Rick Dalton, nel ruolo (fuori inquadratura) del regista dello spot.

## Le influenze e i miti
Tarantino è noto per la sua cinefilia maniacale; anche grazie agli anni di lavoro in un videonoleggio ha sviluppato una conoscenza enciclopedica di film e della storia del cinema. In particolar modo ha da sempre dimostrato una grandissima conoscenza di film stranieri, di genere e di nicchia. Si è sempre dichiarato un amante delle pellicole d'exploitation, del cinema d'azione di Hong Kong, degli spaghetti-western, del poliziottesco, della Nouvelle Vague francese e del cinema britannico. Il suo amore per questi generi si rispecchia in molteplici vie nei suoi lavori: tutti i suoi film regolarmente riportano citazioni, dialoghi, omaggi e situazioni che rimandano a questi generi e al loro stile. Riassumendo questa sua filosofia, una volta ha dichiarato: «Non sono mai andato ad una scuola di cinema; sono andato a vedere film».
Tra i registi preferiti da Tarantino figurano grandi nomi della storia del cinema internazionale come Brian De Palma (lui stesso definisce la sequenza dell'iniezione alla sposa per mano di Elle Driver, in Kill Bill, un "tocco alla Brian De Palma"), John Woo, Roger Corman, Jean-Luc Godard, Martin Scorsese, William Friedkin, Jean-Pierre Melville, e molti autori dimenticati come André De Toth, Monte Hellman, Jack Hill accanto a molti italiani: Sergio Leone, Mario Bava, Fernando Di Leo, Sergio Corbucci, Lucio Fulci, Sergio Sollima, Enzo G. Castellari, Umberto Lenzi, Michele Soavi, Ruggero Deodato, Antonio Margheriti (citato tra l'altro in Bastardi senza gloria e in C'era una volta a... Hollywood), Sergio Grieco (in Jackie Brown Robert De Niro e Samuel L. Jackson guardano in televisione La belva col mitra, diretto proprio da Grieco), Carlo Lizzani. Tra i registi contemporanei che più apprezza ci sono David Fincher, Paul Thomas Anderson, Richard Linklater, Luc Besson, Sofia Coppola (con la quale ha avuto una relazione) e naturalmente l'amico Robert Rodriguez, oltre ai giapponesi Takeshi Kitano e Takashi Miike, il quale, ha dichiarato lo stesso Tarantino, riesce continuamente a sorprenderlo, e il coreano Park Chan-wook, vincitore con Old Boy del Grand Prix Speciale della Giuria al Festival di Cannes 2004 (in quell'occasione, Tarantino era presidente della giuria e definì il film di Park Chan-wook come «il film che avrei voluto fare io»).
Nel 2002, in un sondaggio tra diversi registi della rivista Sight & Sound, Tarantino ha rivelato la lista dei suoi 11 "film storici" preferiti: Il buono, il brutto, il cattivo, Un dollaro d'onore, Taxi Driver, La signora del venerdì, Rolling Thunder, ...e tutti risero, La grande fuga, Coffy, La vita è un sogno, Cinque dita di violenza, Hi Diddle Diddle. Una precedente lista di 10 film che Tarantino aveva stilato qualche anno prima comprendeva anche Blow Out, I due volti della vendetta, Per qualche dollaro in più, Bande à part, Fino all'ultimo respiro, Lo spione, La donna del bandito, Il lungo addio e Sonatine. Tra le pellicole di grande influenza, viene spesso citata Zombi di George A. Romero, ma anche Velluto blu di David Lynch: omaggi alla pellicola si possono riscontrare in Le iene, in cui la recisione dell'orecchio di Marvin Nash (Kirk Baltz) riporta naturalmente alla pellicola, e in Jackie Brown, in cui il nome del personaggio interpretato da Chris Tucker è Beaumont, cioè il cognome del personaggio interpretato da Kyle MacLachlan in Velluto blu.
In un'intervista del 2006 con la rivista online EW, Tarantino ha rivelato la lista delle locandine cinematografiche da lui preferite: Coffy di Jack Hill, unico perché è «"il" poster d'exploitation per eccellenza», Dove osano le aquile di Brian G. Hutton, un poster «splendidamente disegnato», Buio oltre il sole di Jack Cardiff, Thriller (Thriller - en grym film) di Bo Arne Vibenius e Questo pazzo, pazzo, pazzo, pazzo mondo di Stanley Kramer, realizzato da Jack Davis.
Nel 2009, in una breve intervista a Sky Movies in vista dell'uscita di Inglourious Basterds, Tarantino ha formulato un elenco dei suoi 20 film preferiti dal 1992, l'anno in cui fece il suo debutto alla regia con Le iene. Battle Royale di Kinji Fukasaku è l'unico film posizionato al primo posto dal regista, per gli altri si è rifiutato di dare un ordine di rilevanza e li ha elencati in ordine alfabetico (secondo il titolo inglese): Battle Royale, Anything Else, Audition, The Blade, Boogie Nights - L'altra Hollywood, La vita è un sogno, Dogville, Fight Club, Ci vediamo venerdì, The Host, Insider - Dietro la verità, Joint Security Area, Lost in Translation - L'amore tradotto, Matrix, Memories of Murder, Police Story 3: Supercop, L'alba dei morti dementi, Speed, Team America: World Police, Unbreakable - Il predestinato. In un'intervista del 2020 alla rivista francese Première, il regista ha invece rivelato che per lui il miglior film del decennio è senza dubbio The Social Network di David Fincher. Il film sulla nascita di Facebook ha “stracciato la concorrenza” secondo Tarantino, che ha poi messo in seconda posizione Dunkirk di Christopher Nolan e ha mostrato grande apprezzamento anche per Mad Max: Fury Road di George Miller. Anche Apocalypse domani, considerato un cult movie, è uno dei film preferiti da Quentin Tarantino.

## Critiche
Tarantino è stato al centro di parecchie critiche e polemiche per il frequente utilizzo di epiteti razziali, o almeno ritenuti tali, nei suoi film, in particolar modo la parola negro (nigger) in Le iene, Pulp Fiction, Una vita al massimo, Jackie Brown, Bastardi senza gloria, Django Unchained e The Hateful Eight. Tali critiche vennero mosse dal regista afro-americano Spike Lee. In un'intervista concessa alla rivista Variety, Lee dichiarò: «Io non sono contro quella parola [...] e la uso, ma Quentin è infatuato di quella parola. Cosa vuole? Essere considerato un negro onorario?» Tarantino ha difeso il suo uso della parola sostenendo che il pubblico di colore apprezza i suoi film influenzati dalla blaxploitation e che Jackie Brown è stato realizzato soprattutto per un pubblico nero.
Tarantino è stato anche più volte criticato per aver copiato idee, scene, battute e dialoghi dei suoi film da altre pellicole. Per esempio, alcune idee alla base di Le iene sono tratte liberamente dal film Il colpo della metropolitana (Un ostaggio al minuto) (The Taking of Pelham One Two Three) e City on Fire, e gli eventi della scena dell'iniezione di adrenalina in Pulp Fiction ricordano una storia simile narrata nel documentario Ragazzo americano (American Boy: A Profile of Steven Prince) di Martin Scorsese.
Un ampio dibattito si è tenuto sulla questione di quale sia il limite tra plagio e citazione. Tarantino, da parte sua, non ha mai negato tutti i suoi riferimenti ad altre pellicole, affermando che «i grandi artisti non copiano, rubano.»

## Vita privata
Nel 2009 conosce la cantante israeliana Daniella Pick (figlia del musicista Svika Pick). La coppia si fidanza nel 2016 e si sposa nel dicembre 2018. Il 22 febbraio 2020 nasce il loro primo figlio, Leo.

## Filmografia
- Le iene (Reservoir Dogs) (1992)
- Pulp Fiction (1994)

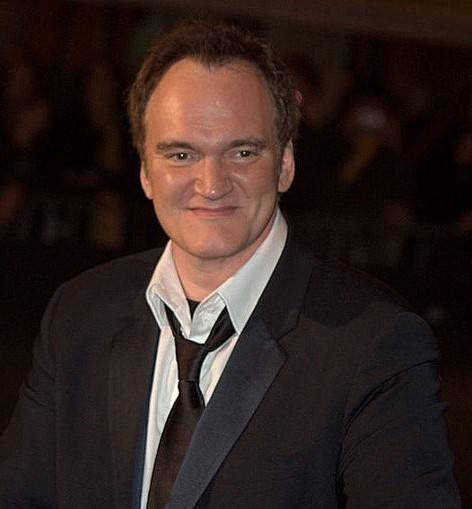
Quentin Tarantino ai Premi César 2011

- L'uomo di Hollywood (The Man from Hollywood), episodio di Four Rooms (1995)
- Jackie Brown (1997)
- Kill Bill: Volume 1 (2003)
- Kill Bill: Volume 2 (2004)
- Grindhouse - A prova di morte (Death Proof) (2007)
- Bastardi senza gloria (Inglourious Basterds) (2009)
- Django Unchained (2012)
- The Hateful Eight (2015)
- C'era una volta a... Hollywood (Once Upon a Time in Hollywood) (2019)

## Libri
- Django Unchained, Vertigo, 12 novembre 2013, ISBN 978-1-4012-4193-3, OCLC 857717811.
  -  Django Unchained, traduzione di Alberto Cristofori, Bompiani, 4 giugno 2014, ISBN 978-88-452-7364-3, OCLC 898730428.
- Once upon a Time in Hollywood: A Novel, HarperCollins, 29 giugno 2021, ISBN 978-0-06-311252-0, OCLC 1225068057.
  -  C'era una volta a Hollywood, traduzione di Alberto Pezzotta, La nave di Teseo, 1º luglio 2021, ISBN 978-88-346-0652-0, OCLC 1269289943.
- Cinema Speculation, HarperCollins, 25 ottobre 2022, ISBN 978-0-06-311258-2.
  -  Cinema Speculation, traduzione di Alberto Pezzotta, La nave di Teseo, 21 marzo 2023, ISBN 978-88-346-1231-6.

## Riconoscimenti
- Premio Oscar
  - 1995 – Candidatura al miglior regista per Pulp Fiction
  - 1995 – Candidatura al miglior film per Pulp Fiction
  - 1995 – Migliore sceneggiatura originale per Pulp Fiction
  - 2010 – Candidatura al miglior regista per Bastardi senza gloria
  - 2010 – Candidatura alla migliore sceneggiatura originale per Bastardi senza gloria
  - 2013 – Migliore sceneggiatura originale per Django Unchained
  - 2020 – Candidatura alla migliore sceneggiatura originale per C'era una volta a... Hollywood
  - 2020 – Candidatura al miglior regista per C'era una volta a... Hollywood
  - 2020 – Candidatura al miglior film per C'era una volta a... Hollywood
- Golden Globe
  - 1995 – Candidatura al miglior regista per Pulp Fiction
  - 1995 – Migliore sceneggiatura per Pulp Fiction
  - 2010 – Candidatura al miglior regista per Bastardi senza gloria
  - 2010 – Candidatura alla migliore sceneggiatura per Bastardi senza gloria
  - 2013 – Candidatura al miglior regista per Django Unchained
  - 2013 – Migliore sceneggiatura per Django Unchained
  - 2016 – Candidatura alla migliore sceneggiatura per The Hateful Eight
  - 2020 – Miglior film commedia o musicale per C'era una volta a... Hollywood 
  - 2020 – Candidatura al miglior regista per C'era una volta a... Hollywood 
  - 2020 – Migliore sceneggiatura per C'era una volta a... Hollywood
- Premio BAFTA
  - 1995 – Candidatura al miglior regista per Pulp Fiction
  - 1995 – Miglior sceneggiatura originale per Pulp Fiction
  - 2010 – Candidatura al miglior regista per Bastardi senza gloria
  - 2010 – Candidatura alla miglior sceneggiatura originale per Bastardi senza gloria
  - 2013 – Candidatura al miglior regista per Django Unchained
  - 2013 – Miglior sceneggiatura originale per Django Unchained
  - 2016 – Candidatura alla miglior sceneggiatura originale per The Hateful Eight
  - 2020 – Candidatura al miglior film per C'era una volta a... Hollywood
  - 2020 – Candidatura al miglior regista per C'era una volta a... Hollywood
  - 2020 – Candidatura alla miglior sceneggiatura originale per C'era una volta a... Hollywood
- David di Donatello
  - 1995 – Miglior film straniero per Pulp Fiction
  - 2010 – Miglior film straniero per Bastardi senza gloria
  - 2013 – Miglior film straniero per Django Unchained
  - 2020 – Candidatura al miglior film straniero per C'era una volta a... Hollywood
- Festa del Cinema di Roma
  - 2021 – Premio alla carriera
- Festival di Cannes
  - 1994 – Palma d'oro al miglior film per Pulp Fiction
  - 2009 - Candidato alla Palma d'oro per Bastardi senza gloria
  - 2019 - Candidato alla Palma d'oro per C'era una volta a... Hollywood
- Saturn Award
  - 1994 – Miglior sceneggiatura per Una vita al massimo

## Doppiatori italiani
Nelle versioni in italiano dei film in cui è comparso come attore, Quentin Tarantino è stato doppiato da:
- Loris Loddi in Four Rooms, Dal tramonto all'alba, Sukiyaki Western Django, Sly
- Luciano Roffi in Pulp Fiction, Grindhouse - A prova di morte, Grindhouse - Planet Terror
- Angelo Maggi in Alias, I Muppet e il mago di Oz
- Luca Biagini ne Le iene
- Mino Caprio ne Il tuo amico nel mio letto
- Marco Mete in Desperado
- Pasquale Anselmo in Mister Destiny
- Danilo De Girolamo in Girl 6 - Sesso in linea
- Franco Mannella in Django Unchained
- Michele Gammino in Tutto può accadere a Broadway

Da doppiatore è sostituito da:
- Dario Penne in Duck Dodgers
- Emiliano Coltorti in The Hateful Eight
- Gabriele Tacchi in C'era una volta a... Hollywood
- Loris Loddi in Super Pumped